# Karel Burkert
Karel Burkert (1. prosince 1909 Újpest – 26. března 1991 Brno) byl český fotbalista, brankář, československý reprezentant. Přezdívalo se mu moravský Plánička.

## Sportovní kariéra
Narodil se v Újpesti do rodiny moravského zámečnického pomocníka Karla Burkerta a jeho maďarské manželky Katalin (Kateřiny), rozené Herlicska. Vyučil se foukačem skla a již mezi lety 1926 a 1929 začal nastupovat za Olympii Brno, následně nastoupil na dvouletou vojenskou službu a pak mezi lety 1931 a 1933 působil v SK Baťa Zlín. V roce 1933 při pracovním pobytu v Bulharsku působil v klubu Levski Sofia a pod jménem Burketov nastoupil do zápasu bulharské reprezentace proti Jugoslávii. Posléze se vrátil do Československa, kde působil v Brně. V roce 1939 pracoval v Brně jako technický vedoucí firmy Čech. Dne 25. listopadu 1939 se v Brně oženil s Drahomírou Kolářovou, jejich manželství ale bylo již v červnu 1940 rozloučeno.
Byl účastník mistrovství světa ve Francii roku 1938 (chytal v zápase s Brazílií). Za československou reprezentaci odehrál pět zápasů, jeden za Protektorát Čechy a Morava, jednou startoval i v B mužstvu. Byl dvanáctým reprezentačním brankářem v české historii. Je raritou, že v jednom zápase zároveň reprezentoval také Bulharsko, kde působil v klubu Levski Sofia (1933–1934). Jednou nastoupil i za bulharské B mužstvo. V československé lize hrál v letech 1934–1940, a to za SK Židenice (budoucí Zbrojovka), kam přestoupil právě ze Sofie. Odehrál za brněnský celek 105 ligových utkání, 26 z nich s čistým štítem. Nastoupil k prvním 8 utkáním Židenic v evropských pohárech, a sice v meziválečném Středoevropském poháru, který byl tehdejší obdobou PMEZ či LM (1935: 4 / 0, 1936: 4 / 0, v domácím zápase proti Lausanne Sports (7. června 1936, výhra 5:0) udržel čisté konto).
Během druhé světové války působil jako hrající trenér v SK Borovina Třebíč.

## Ligová bilance
| Ročník               | Zápasy | Góly | Nuly | Klub        |
| -------------------- | ------ | ---- | ---- | ----------- |
| Státní liga 1934/35  | 22     | 0    | 8    | SK Židenice |
| Státní liga 1935/36  | 18     | 0    | 4    | SK Židenice |
| Státní liga 1936/37  | 10     | 0    | 2    | SK Židenice |
| Státní liga 1937/38  | 18     | 0    | 6    | SK Židenice |
| Státní liga 1938/39  | 18     | 0    | 3    | SK Židenice |
| Národní liga 1939/40 | 20     | 0    | 3    | SK Židenice |
| LIGA CELKEM          | 106    | 0    | 26   |             |